# Alexandre Ruiz Gadea
Alexandre Ruiz Gadea (Gandia, 1974) és un polític valencià, alcalde de Bellreguard (la Safor) entre el 2017 i el 2021.
Fotoperiodista de professió, milita al Bloc Nacionalista Valencià (BLOC) i fou el cap de llista en les eleccions municipals de 2015 a Bellreguard per la coalició Compromís amb qui va obtindre 2 representants. El 30 de setembre del 2017 va ser nomenat alcalde fruit d'un pacte de govern amb el PSPV. A les següents eleccions, en 2019, va tornar a ser el candidat per Compromís, que va ser la candidatura més votada. El pacte de la legislatura anterior amb el PSPV es va repetir i va ser triat alcalde la primera meitat de legislatura (fins al desembre de 2021) que va cedir al candidat socialista en la segona meitat.
Ruiz va liderar una candidatura alternativa a la de la secretària general del BLOC Àgueda Micó al congrés del partit celebrat l'estiu de 2021 en que la formació es reformulà com a Més-Compromís. Alexandre Ruiz no aconseguí superar a la candidatura oficial amb un 36,7% dels vots.
És membre de diverses associacions tant culturals com nacionals, com per exemple L'Associació Nacional del Gos Rater Valencià o Plataforma pel Dret a Decidir del País Valencià